# Чемпионство мира TNA
Чемпионство мира TNA (англ. TNA World Championship) — является мировым чемпионским титулом по рестлингу в тяжёлом весе, которым владеет промоушн Total Nonstop Action Wrestling. Это главный титул промоушена. Как и большинство титулов в рестлинге, титул завоёвывается в результате заранее определённого матча. 

## История
Промоушен Total Nonstop Action Wrestling образовался в мае 2002 года. Позже в том же году TNA получила контроль над титулами чемпиона мира NWA в тяжёлом весе и командных чемпионов мира NWA от руководящего органа National Wrestling Alliance (NWA), став впоследствии официальной территорией NWA под названием NWA-TNA.
Титулы NWA разыгрывались в TNA до 13 мая 2007 года. В этот день исполнительный директор NWA Роберт Тробич объявил, что NWA прекращает свое пятилетнее соглашение с TNA, которое позволяло им полностью контролировать оба титула. Далее Тробич заявил, что с этого дня чемпион мира NWA в тяжелом весе Кристиан Кейдж и «Команда 3D» в составе брата Дивона и брата Рея, бывшие командными чемпионами мира NWA, лишаются своих чемпионских титулов. Мотивом этих действий послужило то, что Кейдж отказался защищать титул чемпиона против рестлеров из территорий NWA. В тот же день TNA должна была провести PPV-шоу Sacrifice (2007), на котором Кейдж и «Команда 3D» должны были защищать свои титулы. На шоу Кейдж должен был защищать титул против Курта Энгла и Стинга в трехстороннем матче. «Команда 3D» должна была защищать титул против команды Скотта Штайнера и Томко и The Latin American Xchange (LAX), в другом трехстороннем матче.

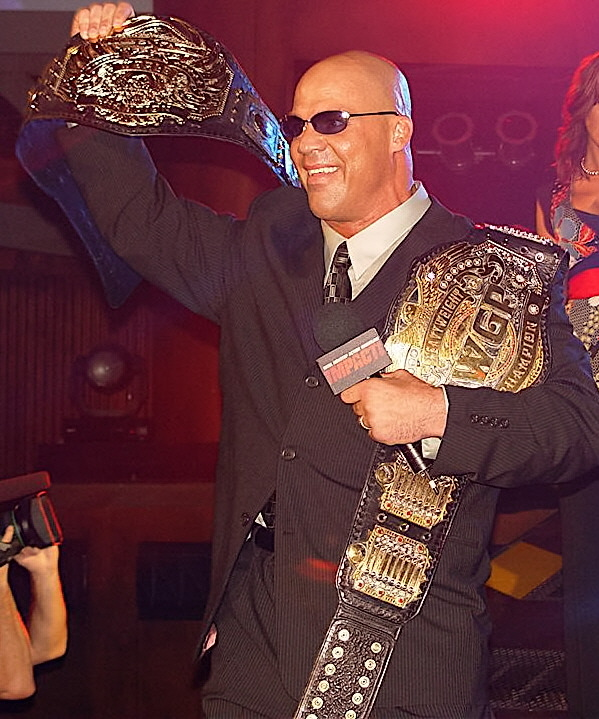
Курт Энгл был первым чемпионом мира TNA в тяжёлом весе. Здесь он изображен поднимающим первый дизайн пояса

В тот вечер перед каждым матчем на экранной графике, где упоминались чемпионы и их соответствующие титулы, Кейдж и «Команда 3D» были названы чемпионами NWA. «Команда 3D» победила Штайнера, Томко и LAX в трехстороннем командном матче и сохранила командное чемпионство мира, а Энгл победил Кейджа и Стинга и выиграл чемпионство мира в тяжёлом весе.
Когда в марте 2017 года TNA сменила название и стала Impact Wrestling, титул вскоре был переименован, чтобы отразить это изменение. После ребрендинга Impact Wrestling в Global Force Wrestling в том же году титул был объединен с оригинальным титулом глобального чемпиона GFW на Slammiversary XV и стал объединённым титулом чемпиона мира GFW в тяжёлом весе. После Destination X титул получил название — титул глобального чемпиона GFW и сохранил прежнюю родословную титула из TNA. 23 октября 2017 года название GFW было упразднено, а название компании было возвращено к Impact Wrestling, когда компания разорвала отношения с Джеффом Джарреттом. Однако Impact Wrestling сохранила название «глобальное чемпионство» для своего чемпионства, и титул стал называться титулом глобального чемпиона Impact. В эпизоде Impact! от 1 февраля 2018 года титул стал называться титулом чемпиона мира Impact. 4 июня 2018 года титул был объединён с гранд-чемпионством Impact, а 13 марта 2021 года он был объединён с титулом чемпиона мира TNA в тяжёлом весе, который был ненадолго санкционирован в 2021 году как отдельный титул.

## Чемпионы
Всего было 55 чемпионств, которые разделили между собой 32 рестлера. Первым чемпионом стал Курт Энгл, который выиграл титул, победив Кристиана Кейджа и Стинга в трехстороннем матче 13 мая 2007 года на шоу Sacrifice. Энгл также является рекордсменом по количеству побед — шесть. Первое чемпионство Бобби Руда, длившееся 256 дней, является самым долгим в истории титула. 3-минутное чемпионство Джоша Александра — самое короткое. Тесса Бланшар — единственная женщина, когда-либо завоевавшая титул чемпиона мира TNA. Титул становился вакантным шесть раз.